# Phaeogenes melanogonos
Phaeogenes melanogonos är en stekelart som först beskrevs av Gmelin 1790.  Phaeogenes melanogonos ingår i släktet Phaeogenes och familjen brokparasitsteklar. Arten är reproducerande i Sverige.

## Underarter
Arten delas in i följande underarter:
- P. m. acroniger
- P. m. alpinus